# Дагет (Мичиген)
Дагет (енгл. Daggett) град је у америчкој савезној држави Мичиген.

## Демографија
По попису из 2010. године број становника је 258, што је 12 (-4,4%) становника мање него 2000. године.
| Група             | 2000.       | 2010.       |
| Белци             | 266 (98,5%) | 220 (85,3%) |
| Афроамериканци    | 1 (0,4%)    | 16 (6,2%)   |
| Азијати           | 0 (0,0%)    | 3 (1,2%)    |
| Хиспаноамериканци | 0 (0,0%)    | 17 (6,6%)   |
| Укупно            | 270         | 258         |